# 名古屋鉄道鳴海工場
鳴海工場（なるみこうじょう）は、1930年（昭和5年）から1997年（平成9年）にかけて存在した、名古屋鉄道（名鉄）が保有する鉄道車両の保守管理業務を行う工場である。
名古屋本線の鳴海駅に隣接して立地し、構内には鳴海検車区（なるみけんしゃく）を併設した。

## 概要
鳴海駅の南東に位置し、工場・検車区を合わせた敷地面積は21,086 m2で、建屋の総面積は9,666 m2であった。
瀬戸線運用車両と気動車を除く架線電圧1,500 V路線区にて運用される全ての車両の重要部検査および全般検査業務を担当し、1996年（平成8年）当時の年間検修能力は約430両であった。その他、新製から20 - 30年を経過した車両を対象とした更新修繕工事（当初「重整備工事」、のちに「特別整備工事」と称した）を年12両程度実施した。
なお、鳴海検車区は同一敷地内に設置されていたものの、社内組織上は鳴海工場の直轄検車区ではなく新川工場の管轄検車区であった。
1990年代に至り、保有車両数の増加に伴って施設が手狭となったことや、設備の老朽化や陳腐化の進行、また都市整備計画に基く鳴海駅周辺の高架化工事の具体化により、鳴海工場は岡崎市舞木町へ建設される新検修施設（舞木検査場）への移転が決定した。1996年（平成8年）度末をもって鳴海工場と鳴海検車区は閉鎖され、車両検修機能は舞木検査場へ、検車区機能は1999年（平成11年）に開設された豊明検車区へそれぞれ移転した。

## 歴史

### 開設からタクト・システムの導入まで
名鉄の前身事業者の一つである愛知電気鉄道が、神宮前駅にあった「神宮前車庫」と矢作橋駅にあった「矢作分庫」の機能移転として1930年（昭和5年）3月28日に開設した検修施設が「鳴海車庫」である。愛知電気鉄道と名岐鉄道の合併による現・名鉄発足後の1940年（昭和15年）に鳴海工場と改称され、太平洋戦争中の混乱期には自社向けの電車および電気機関車の新製も行った。
戦後の1954年（昭和29年）1月より、鳴海工場は幹線系統に所属する車両を対象とした重要部検査および全般検査業務の専門工場となった。この際、検修能力の向上と作業の合理化を目的として「タクト・システム」と称される作業工程が導入された。
「タクト・システム」は、従来一箇所で集中して行っていた車両検修作業を、作業内容ごとに別工程へ分割した流れ作業とした上で一定時間ごとに次の工程へ一斉移行するシステムで、指揮者（タクト）の指示に従って次節へと移る楽団に擬してこの呼称が用いられた。「タクト・システム」では入場車両の仕様・状態などに関わらず各工程を同一期間で行う必要があることから、作業時間の過不足が発生する弊害は生じるものの、鳴海工場の検修設備の仕様などを鑑みて「タクト・システム」の導入が最適であると判断され、導入に至ったものであった。
名鉄では各作業工程を「タクト」と称し、各タクト間の車両の移動にはワイヤーロープが用いられ、全般検査時は1タクト/日、重要部検査時は2タクト/日の工程で検修作業が実施された。

### 移転・閉鎖
鳴海工場は開設以来敷地や建屋の拡大など抜本的な設備改修は行われなかったことから、後年の輸送力増強に伴う車両増備が進むにつれて、担当車両数に比して検修能力の不足が指摘される状況となった。また、設備の老朽化や陳腐化に加えて、技術の進歩によって保守の省力化を図った車両の割合が増加したにもかかわらず、作業工程を最も作業時間を要する車両に合わせなければならないという「タクト・システム」の弊害が過大となりつつあった。そのため、名鉄では1980年代より鳴海工場に代わる新たな検修施設の建設を計画した。
その後、1992年（平成4年）に鳴海駅周辺の鉄道高架化事業（連続立体交差化事業）が名古屋市の都市計画事業として決定したことを受け、名鉄は名古屋本線の藤川 - 名電山中間に相当する岡崎市舞木町地内へ新検修施設（舞木検査場）を建設し、鳴海工場を移転することを決定した。舞木検査場は1997年（平成9年）3月に竣工し同年4月より稼動を開始、鳴海工場・検車区は1997年（平成9年）3月末をもって閉鎖された。前述の通り、検車区機能についてはやや遅れて1999年（平成11年）に名古屋本線豊明駅に隣接して開設された豊明検車区へ継承された。

## 配線図
| ← 豊橋方面 | 鳴海工場 配線略図 | → 岐阜方面 |
| 凡例 出典: |                   |            |

## 参考資料

### 書籍
- 名古屋鉄道株式会社社史編纂委員会 『名古屋鉄道社史』 名古屋鉄道 1961年5月
- 名古屋鉄道広報宣伝部（編） 『名古屋鉄道百年史』 名古屋鉄道 1994年

### 雑誌記事
- 『鉄道ピクトリアル』 鉄道図書刊行会
  - 渡辺肇 「私鉄車両めぐり(27) 名古屋鉄道 2」 1956年11月号（通巻64号） pp.33 - 37
  - 水野鈴一 「名古屋鉄道車両工場の概要」 1971年1月号（通巻246号） pp.65 - 68
  - 柚原誠 「車両工場・検車区の概要」 1986年12月臨時増刊号（通巻473号） pp.24 - 27
  - 「名古屋鉄道路線略図」 1986年12月臨時増刊号（通巻473号） 付図
  - 宇佐美晃 「車両保守体制と車両基地の概要」 1996年7月臨時増刊号（通巻624号） pp.45 - 48
  - 鈴木重也 「舞木検査場の業務と諸設備」 2006年1月臨時増刊号（通巻771号） pp.58 - 62
  - 伊藤慎悟 「検車区の概要」 2006年1月臨時増刊号（通巻771号） pp.63 - 65
  - 小笠原英喜 「最近の大規模改良工事について -拠点駅における鉄道高架化事業-」 2006年1月臨時増刊号（通巻771号） pp.99 - 104
  - 清水武 「名鉄の凸型電気機関車」 2012年2月号（通巻852号） pp.53 - 61